# Project Honey Pot
Project Honey Pot es una red de honeypots basada en la web operada por Unspam Technologies, Inc. Utiliza software integrado en sitios web. Recopila información sobre las direcciones IP utilizadas al recolectar direcciones de correo electrónico en spam, correo masivo y otros fraudes de correo electrónico. El proyecto solicita la donación de entradas MX no utilizadas a los propietarios de dominios.
En 2007, el Proyecto inició una serie de nuevas iniciativas, incluido un programa llamado QuickLinks que facilita la participación de más personas, así como un sistema para rastrear comentarios no deseados. El Proyecto también lanzó un nuevo servicio gratuito llamado http:BL, que aprovecha los datos para permitir a los administradores de sitios web mantener a los bots web maliciosos fuera de sus sitios.
Además de recopilar información, que se publica periódicamente en una lista de los "25 principales", los organizadores del proyecto también ayudan a varias fuerzas de seguridad a combatir los delitos de envío masivo de correos privados y comerciales no solicitados y, en general, trabajan para reducir la cantidad de spam que se envía y recibe en Internet. La información recopilada también se utiliza en la investigación y el desarrollo de versiones más nuevas del software para mejorar aún más los esfuerzos del grupo en su conjunto.